# John Ditlev-Simonsen
John Peder Ditlev-Simonsen (ur. 18 października 1898 w Dypvåg, zm. 10 stycznia 2001 w Oslo) – norweski żeglarz, olimpijczyk, zdobywca srebrnego medalu w regatach na Letnich Igrzyskach Olimpijskich 1936 w Berlinie.
Wraz z braćmi grał w bandy w klubie IF Ready zdobywając tytuły mistrza kraju.
Na Letnich Igrzyskach Olimpijskich 1936 zdobył srebro w żeglarskiej klasie 8 metrów. Załogę jachtu Silja tworzyli również Lauritz Schmidt, Hans Struksnæs, Nordahl Wallem, Olaf Ditlev-Simonsen i Jacob Tullin Thams.
Brat Olafa, wuj Halfdana, również żeglarzy-olimpijczyków.